# Theresa Gerber
Pour les articles homonymes, voir Gerber.
Theresa Gerber, dite Teri Gerber ou Terri Gerber, est une athlète américaine née en 1949,. Spécialiste de l'ultra-trail, elle a notamment remporté la JFK 50 Mile en 1983 et 1984, la Leadville Trail 100 en 1984 et la Western States 100-Mile Endurance Run en 1985.

## Résultats
| no  | féminin       | Course              | Longueur | Départ           | Temps            |
| --- | ------------- | ------------------- | -------- | ---------------- | ---------------- |
| 7e  | Médaille d'or | JFK 50              | 50 mi    | 19 novembre 1983 | 6 h 56 min 12 s  |
| 10e | Médaille d'or | Leadville Trail 100 | 100 mi   | 18 août 1984     | 28 h 17 min 41 s |
| 7e  | Médaille d'or | JFK 50              | 50 mi    | 17 novembre 1984 | 6 h 50 min 56 s  |
| 18e | Médaille d'or | Western States 100  | 100 mi   | 6 juillet 1985   | 20 h 30 min 03 s |